# Antonio il Verso
Antonio Il Verso (né en 1565 à Piazza Armerina en Sicile et mort le 23 août 1621 à Palerme) était un compositeur italien de la fin du XVIe et du début du XVIIe siècle.

## Biographie
Antonio Il Verso est né à Piazza Armerina en Sicile et commence ses études musicales sous la direction de Pietro Vinci. Dans les dernières années du XVIe siècle il est actif à Venise qui était alors le centre musical de l'Europe et le siège de l'école vénitienne, où il perfectionne ses études dans le madrigal et la musique polyphonique.
De retour en Sicile il s'installa à Palerme où il enseigne la musique au couvent San Domenico. Il est partisan du maniérisme et met en musique plusieurs poètes tels que Le Tasse et Gabriello Chiabrera ainsi que les plus importants poètes de son époque. Il utilisa souvent des mélodies d'autres compositeurs, modifiant leur style mais sans altérer l'intégrité de leurs compositions. Dans son Second Livre de Ricercare (1591), Antonio Il Verso écrit ses ricercare sur le modèle de son maître Pietro Vinci.
Entre 1590 et 1619 Antonio Il Verso composa au moins quinze livres de madrigaux pour 5 voix et des livres pour madrigaux à 3 et 4 voix ainsi que des monodies.
Il meurt à Palerme le 23 août 1621 à l'âge de 66 ans.

## Œuvres
- 1590 : 1° Libro di Madrigali a 5 voci[1].
- 1591 : 2° Libro di 11 motets e 14 Ricercare a 3 voci di Pietro Vinci con 7 Ricercare di Antonio Il Verso. Probablement prévu pour trio de violes[2],[3].
- 1611 : Sacrum Cantionum pour 2, 3, 4 voix avec un dialogue pour 6 voix[4].
- 1617 : 4° Libro di Madrigali a 3 voci di Antonio Il Verso, Palermo[5].
- 1619 : 15° Libro di Madrigali a 5 voci. Contenant une parodie du Lamento d'Arianna a 5  du  Sixième Livre de Madrigaux de Monteverdi[6].

## Source
- (en) Cet article est partiellement ou en totalité issu de l’article de Wikipédia en anglais intitulé « Antonio il Verso » (voir la liste des auteurs).